# 칸나 (프로게이머)
칸나(본명: 김창동, 2000년 2월 11일~)는 대한민국의 리그 오브 레전드 프로게이머이다. 아이디는 Canna이다. 포지션은 탑 라이너이다. Karmine Corp 소속이다.

## 학력
- 경북하이텍고등학교 졸업
- 국제대학교 게임학부 재학

## 선수 생활
2020시즌을 앞두고 T1의 1군팀으로 콜업되면서 프로 커리어를 시작했다. 2020 스프링 시즌부터 팀의 주전 탑 라이너로 활약했다. 칸나는 데뷔 시즌임에도 좋은 모습을 보이면서 팀의 스프링 시즌 우승에 기여하였으며 LCK 로얄로더에 이름을 올렸다.  스프링 시즌 이후 미드 시즌 컵에 참가했다. 2020 서머 시즌에서도 활약을 이어나가면서 팀의 포스트시즌 진출에 기여했다. 2020 시즌 종료 후 올스타전에 참가했다.
2021 스프링 시즌을 앞두고 팀의 주전 탑 라이너로 활약하였으나 스프링 시즌 초반에는 부진한 모습을 보이면서 제우스에게 주전 자리를 내주었다. 하지만 42일만에 복귀하였으며 복귀 경기에서 POG에 선정되고 시즌 후반 좋은 모습을 보여주면서 팀의 스프링 시즌 포스트시즌 진출에 기여했다. 2021 서머 시즌에서는 초반 오락가락하는 모습을 보였으나 이후 좋은 모습을 보이면서 팀의 포스트시즌 진출에 기여했다. 하지만 결승전에서 DWG KIA를 상대로 3대1 로 패배하면서 준우승을 기록했다. 리그 오브 레전드 월드 챔피언십 2021에서는 로스터에 포함되면서 참가했다. 칸나는 월드 챔피언십에서 팀의 주전 탑 라이너로 활동하면서 팀의 조별리그 1위와 4강 진출에 공헌하였으나 4강전 DWG KIA와의 경기에서 패배하여 결승 진출에는 실패했다.
2022 시즌을 앞두고 T1의 라이벌인 담원 KIA로 보내주지 않는다는 이유로 이른바 '언해피'를 주장하며 거짓말을 했으나, 농심 레드포스가 높은 이적료를 제시하자 담원 KIA가 아닌 농심 레드포스에 입단하였다. 입단 이후 팀의 주전 탑 라이너로 낙점되었다. 하지만 스프링 시즌 동안 부진한 경기력을 보여주었으며 포스트시즌에도 진출에 실패했다. 서머 시즌에서도 부진한 팀과 함께 휩쓸리며 좋은 모습을 보여주지 못했다. 2022시즌 종료 후 팀에서 퇴단했다.
2023시즌을 앞두고 DWG KIA에 입단했다.

## 소속팀
| # | 팀명          | 소속 기간               | 소속 리그 | 비고 |
| - | ------------- | ----------------------- | --------- | ---- |
| 1 | T1            | 2019.11.26 ~ 2021.11.25 | LCK       |      |
| 2 | 농심 레드포스 | 2021.11.25 ~ 2022.11.22 | LCK       |      |
| 3 | Dplus KIA     | 2022.11.23 ~ 2023.11.21 | LCK       |      |
| 4 | Karmine Corp  | 2024.5.2 ~              | LEC       |      |

## 수상 내역
- 리그 오브 레전드 챔피언스 코리아 스프링 2020 우승
- 2020 리그 오브 레전드 올스타전 우승
- 리그 오브 레전드 챔피언스 코리아 서머 2021 준우승
- 리그 오브 레전드 월드 챔피언십 2021 4강